# Pomnik Józefa Piłsudskiego w Wawrze

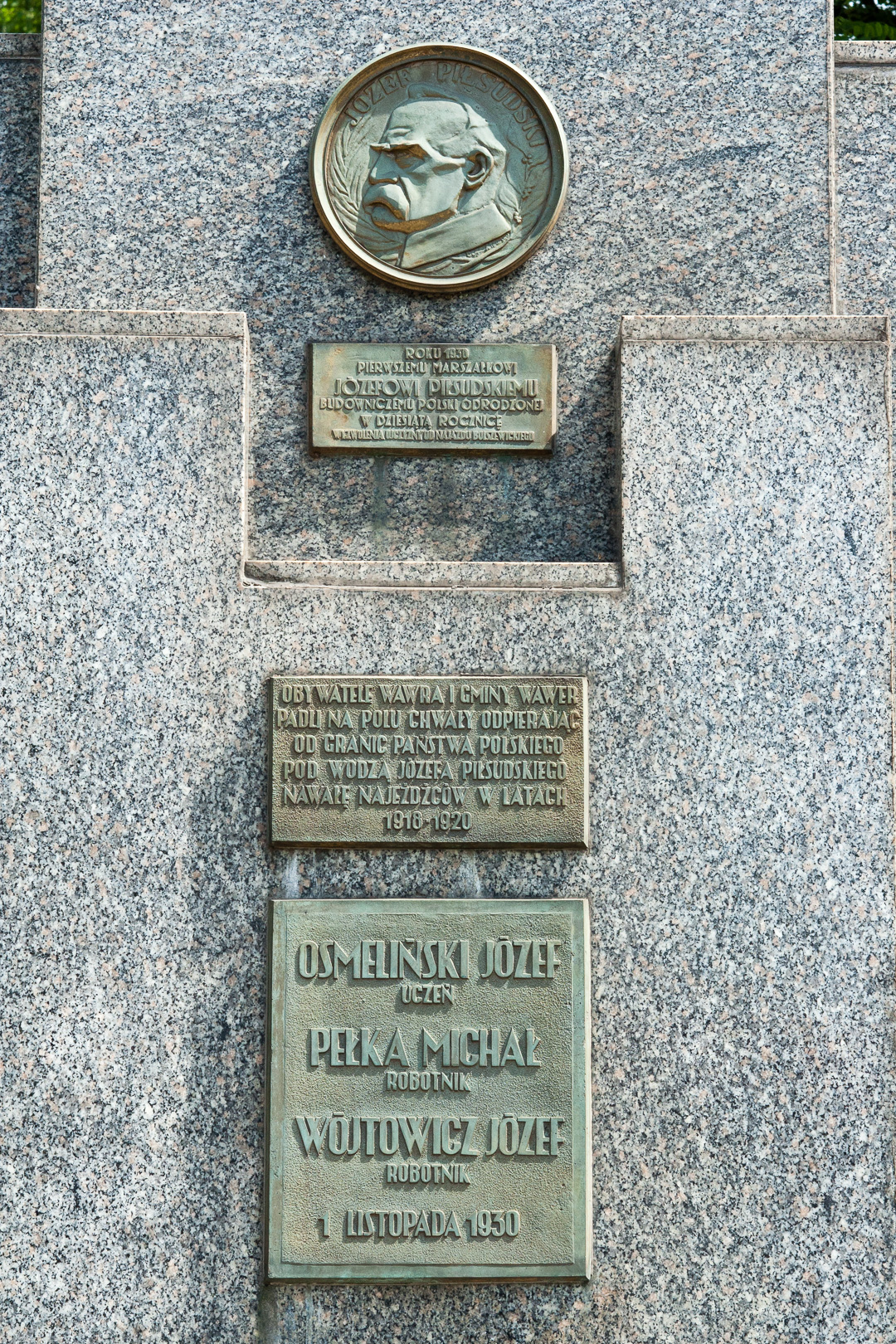
Medalion i tablice.

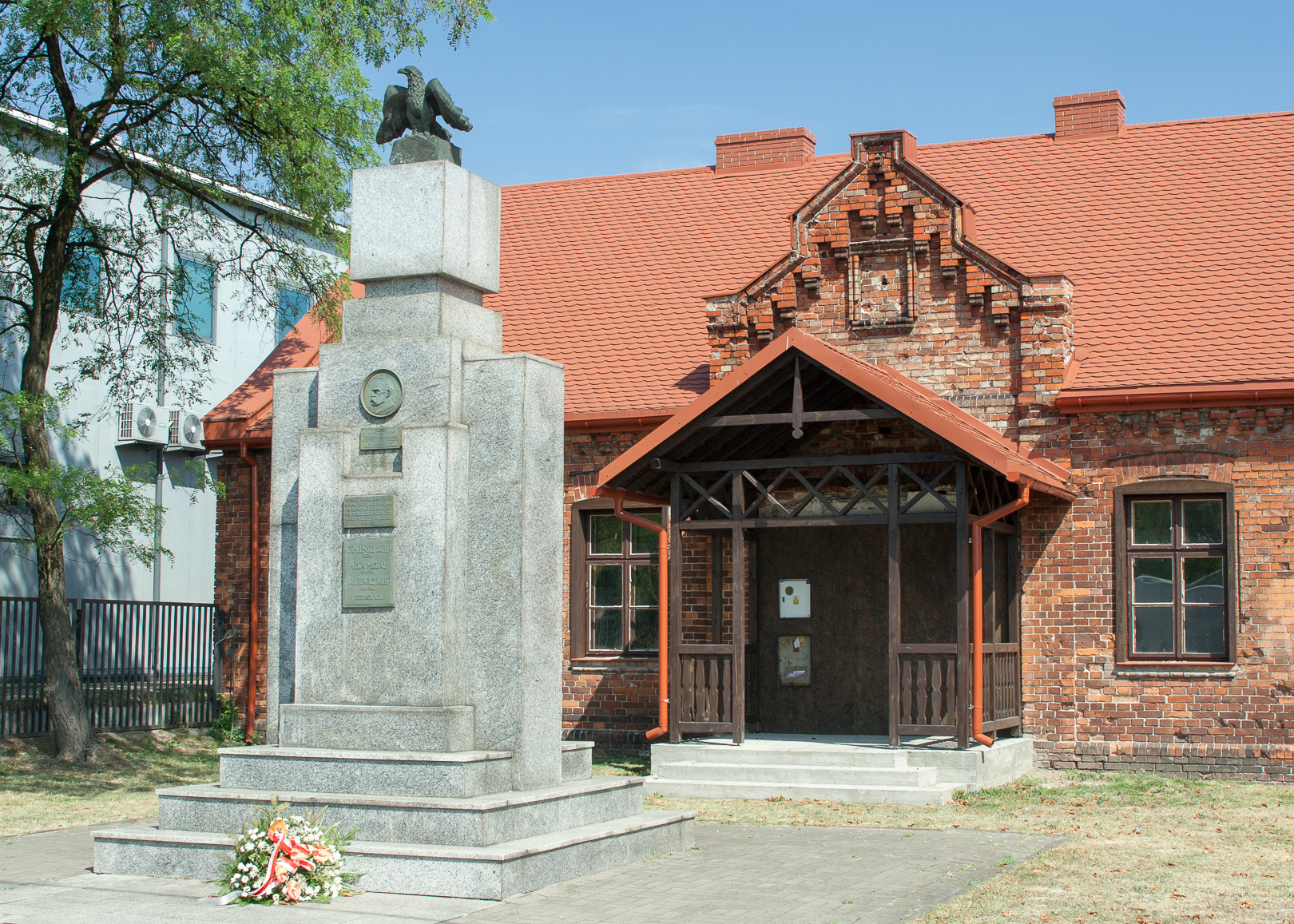
Pomnik na tle Murowanki po remoncie.

Pomnik Józefa Piłsudskiego − monument znajdujący się przed budynkiem dawnej „Murowanki” w Warszawie w Wawrze. Jest poświęcony pamięci marszałka oraz poległych w obronie ojczyzny w latach 1918–1920, czyli podczas wojny polsko-bolszewickiej.

## Opis pomnika
Na szczycie cokołu jest umieszczona rzeźba orła, od frontu medalion z wizerunkiem Józefa Piłsudskiego  i jego nazwiskiem, pod nim trzy tablice .
Tablica górna:

ROK 1930

PIERWSZEMU MARSZAŁKOWI

JÓZEFOWI PIŁSUDSKIEMU

BUDOWNICZEMU POLSKI ODRODZONEJ

W DZIESIĄTĄ ROCZNICĘ

WYZWOLENIA OJCZYZNY OD NAJAZDU BOLSZEWICKIEGO

Tablica środkowa:

OBYWATELE WAWRA I GMINY WAWER

PADLI NA POLU CHWAŁY ODPIERAJĄC

OD GRANIC PAŃSTWA POLSKIEGO

POD WODZĄ JÓZEFA PIŁSUDSKIEGO

NAWAŁĘ NAJEŹDŹCÓW W LATACH

1918-1920

Tablica dolna:

OSMELIŃSKI JÓZEF

UCZEŃ

PEŁKA MICHAŁ

ROBOTNIK

WÓJTOWICZ JÓZEF

ROBOTNIK

1 LISTOPADA 1930

(są to nazwiska trzech mieszkańców Wawra, którzy polegli w walce z wojskami bolszewickimi)

## Otoczenie pomnika
Pomnik stoi przed wybudowanym w 1903 roku zabytkowym ceglanym budynkiem „Murowanki” (ul. Płowiecka 77), czyli najstarszej w obecnych granicach Wawra szkoły (nie licząc szkółki parafialnej w Zerzniu).
Tuż obok znajdują się dawna karczma (austeria) wawerska (obecnie Zajazd Napoleoński) oraz krzyż powstańczy poświęcony żołnierzom poległym w pierwszej oraz drugiej bitwie pod Wawrem powstania listopadowego. 

## Historia
Pomnik został odsłonięty w 1930 roku , w 10 rocznicę „Cudu nad Wisłą”.
Podczas odsłonięcia w listopadzie 1930 roku na cokole nie było jeszcze orła oraz środkowej i dolnej tablicy, tzn. była tylko tablica poświęcona Piłsudskiemu i medalion. W trakcie uroczystości pod pomnikiem marszałka przemawiał pisarz Wacław Sieroszewski, był obecny sam Józef Piłsudski oraz jego druga żona Aleksandra Piłsudska. Miało wtedy miejsce wpisywanie się do księgi pamiątkowej, mała obywatelka Wawra wraz mamą wręczyła kwiaty Aleksandrze Piłsudskiej. 
Pomnik przetrwał całą okupację niemiecką, został jednak zdewastowany w okresie PRL-u. W 1948 r. członkowie Polskiej Partii Robotniczej i funkcjonariusze Urzędu Bezpieczeństwa zniszczyli orła, medalion, tablice, a cały cokół obalili i przysypali ziemią.
Elementy metalowe uratował jeden mieszkaniec Wawra zakopując je w swoim ogródku .
Dopiero w przeddzień rocznicy odzyskania przez Polskę niepodległości w listopadzie 1981 roku grupa członków Niezależnego Zrzeszenia Studentów odsłoniła z ziemi pomnik i złożyła wiązankę kwiatów.
W 1989 roku został powołany Społeczny Komitet Odbudowy Pomnika Marszałka Józefa Piłsudskiego w Wawrze. 16 listopada 1991 roku odbyło się ponowne odsłonięcie pomnika w obecności m.in. wnuka Józefa Piłsudskiego - Krzysztofa Jaraczewskiego.
Przy pomniku odbywają się czasem uroczystości patriotyczne.